# TITAL
Die TITAL GmbH ist ein Hersteller von anspruchsvollen Feingussprodukten aus Titan- und Aluminiumlegierungen. Das Unternehmen hat seinen Stammsitz in Bestwig (Sauerland) und gehörte bis 2006 mehrheitlich zur Honsel AG. Ende 2014 wurde das Unternehmen vom US-amerikanischen Aluminiumhersteller Alcoa übernommen. Dieser spaltete sich 2016 auf und Tital gehörte von da an zu Arconic. Im Jahr 2020 hat sich Arconic seinerseits aufgespalten, so dass Tital seit dem 1. April 2020 zu Howmet Aerospace gehört.
Tital liefert Aluminium- und Titan-Feinguss-Bauteile an Unternehmen aus der Luftfahrt, Verteidigung, Rennsport und Maschinenbau. Die Gussteile werden nach dem Wachsausschmelzverfahren hergestellt.

## Firmengeschichte

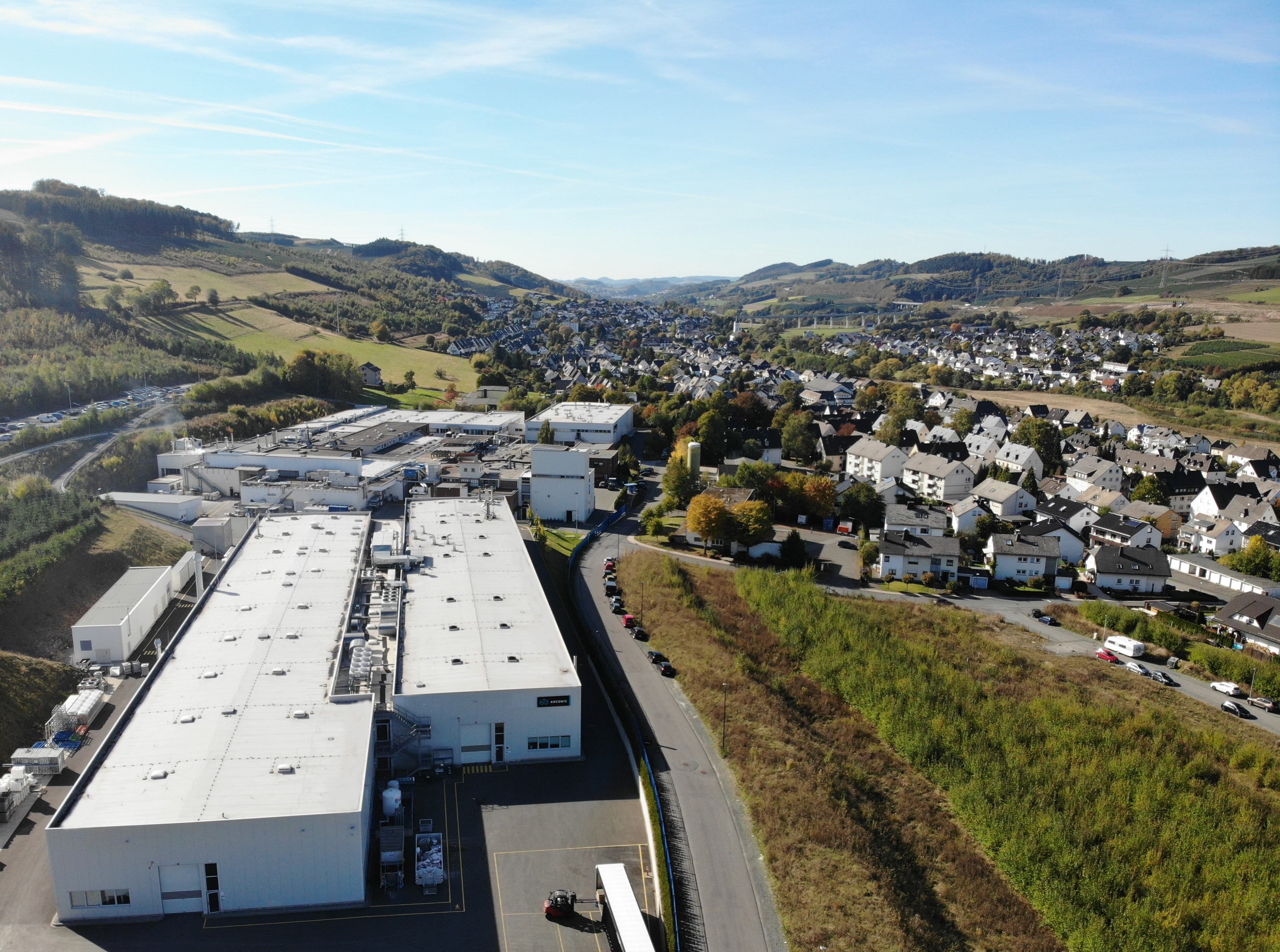
Luftbild TITAL Bestwig

Tital wurde im Jahre 1974 durch die Firmen W.C. Heraeus und Honsel gegründet. Im Jahre 2006 übernahm das Management das Unternehmen und wurde hierbei unterstützt durch eine Beteiligungsgesellschaft der DZ Bank aus Frankfurt. Seit 2015 gehört das Unternehmen zum amerikanischen Arconic-Konzern.
Bei den Produkten wendet man Feingießen nach dem Wachsausschmelzverfahren an.
Im Jahr 2008 wurde Tital mit 850.000 Euro aus dem Innovationsprogramm des Bundesumweltministeriums gefördert. Das Unternehmen plante seinerzeit, erstmals Großbauteile mit einem neuen Gießverfahren in einem Stück herzustellen. Im Januar 2010 hat Tital die Erstauditierung als Lieferant für den neuen Airbus A350 in nur drei Tagen geschafft. Seit 2020 gehört Tital zu Howmet Aerospace.
Aufgrund der wirtschaftlichen Entwicklung während der Corona-Pandemie musste sich das Unternehmen 2021 von 210 Mitarbeitern trennen. Inzwischen werden Produktionskapazitäten in Ungarn und in Serbien geschaffen.